# The Sacramento Union
The Sacramento Union était un journal quotidien américain, créé en 1851 à Sacramento, en Californie. Il était le plus ancien quotidien à l'ouest du Mississippi, avant sa fermeture en janvier 1994, 143 ans après sa création, faute de réussir à concurrencer The Sacramento Bee (créé lui en 1857, six ans après le Union).

## Histoire
The Sacramento Union a compté parmi ses plumes l'écrivain Mark Twain. Envoyé par son journal en Polynésie en 1866, le journaliste y passe 4 mois, loue un cheval, et constate le déclin dramatique de la population d'origine. 